# Attentat d'Istanbul du 10 décembre 2016
L'attentat d'Istanbul du 10 décembre 2016 est un double attentat à la bombe perpétré aux alentours du Vodafone Arena, un stade de football situé dans le quartier de Beşiktaş à Istanbul, et revendiqué par les Faucons de la liberté du Kurdistan (TAK). Les victimes sont essentiellement des policiers.

## Contexte
Depuis plusieurs mois, la Turquie est la cible d'une vague d'attentats meurtriers perpétrés tantôt par le Parti des travailleurs du Kurdistan (PKK) ou son dissident les Faucons de la liberté du Kurdistan (TAK), dans le cadre du conflit kurde en Turquie, et tantôt par l'État islamique car elle fait partie de la coalition contre l'État islamique.
La situation avec les Kurdes de Turquie est particulièrement tendue puisque le président Recep Tayyip Erdoğan a accentué la répression contre eux après la tentative du coup d'État de 15 juillet 2016, avec notamment l'arrestation de plusieurs députés, dont les coprésidents du Parti démocratique des peuples (HDP, principal parti pro-kurde), et maires kurdes mais aussi le licenciement d'un grand nombre d'enseignants accusés de complaisance avec le PKK.
Ce double attentat plus précisément a eu lieu après un match entre Beşiktaş JK et Bursaspor (2-1) qui s'est déroulé dans le stade Vodafone Arena à Beşiktaş, un quartier d'Istanbul, dans le soir du samedi 10 décembre 2016 dans « une attaque terroriste qui visait clairement les forces de police antiémeute » selon le vice-Premier ministre Numan Kurtulmuş.

## Explosions
Vers 22 h 30 (UTC+03:00), un véhicule piégé explose près d'un car de la police antiémeute aux abords du stade de Beşiktaş. Environ 45 secondes plus tard, un attentat-suicide se produit dans le parc de Maçka, non loin du stade.

## Bilan
Selon un dernier bilan, quarante-quatre personnes sont mortes, dont trente-six policiers, et plus de cent cinquante autres ont été blessées.

## Revendication
Le lendemain, les Faucons de la liberté du Kurdistan (TAK), un groupe dissident du Parti des travailleurs du Kurdistan (PKK), revendique le double attentat.

## Enquête
Treize suspects ont été arrêtés pour des liens supposés avec l'attaque, et quatre autres pour apologie du terrorisme sur les réseaux sociaux. Entre les 10 et 13 décembre 2016, 568 personnes sont arrêtées, dont de nombreux membres du parti HDP.

## Réactions
Plusieurs chefs d'État adressent leur condoléances à la Turquie. Le gouvernement turc décrète un jour de deuil national pour le lendemain et assure que l'État aura sa « vengeance ».

## Répression anti-Kurdes
À la suite de l'attentat, le 12 décembre, 235 personnes sont arrêtées, dont 198 membres du parti d'opposition HDP, le principal parti d'opposition, de tendance pro-kurde. Ce parti est accusé par le gouvernement turc d'être proche du PKK, dont, suivant les autorités turques, les TAK seraient une émanation.
Dans le cadre de la Seconde guerre civile irakienne, l'aviation turque bombarde le 12 décembre le quartier général du PKK dans la région du Zab, au nord de l'Irak.
Le 13 décembre, deux députées HDP sont arrêtées, Caglar Demirel et Besime Konca. Caglar Demirel est également président du groupe parlementaire HDP, deuxième formation d'opposition au gouvernement turc.